# Lich (Untoter)

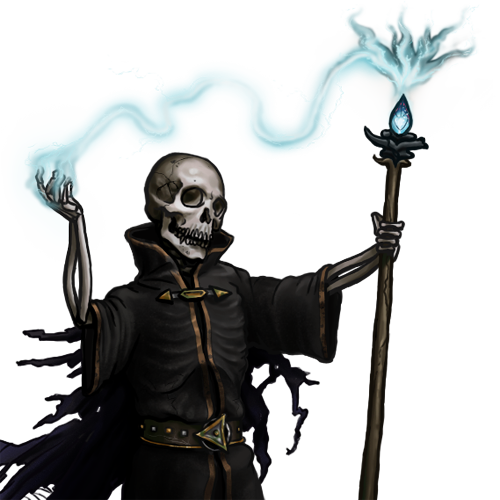
Ein Lich aus Battle for Wesnoth

Ein Lich [ˈlɪtʃ] ist eine untote fiktionale Figur, welche in dem Pen-&-Paper-Rollenspiel Dungeons & Dragons sowie in mehreren Computerspielen und Fernsehserien vorkommt.

## Wortherkunft
Der Begriff Lich ist ein aus dem Altenglischen stammendes englisches Wort für eine Leiche; das altenglische líc entspricht dem deutschen Wort.
Viele von Clark Ashton Smiths Kurzgeschichten erzählen davon, dass die Magie es mächtigen Zauberern ermöglichte, von den Toten wieder aufzuerstehen. Mehrere Geschichten von Robert E. Howard (wie die Novelle Skull Face) erzählen von unsterblichen Zauberern, die ihr Leben auch durch magische Mittel verlängerten. Dadurch wurden jedoch ihre Körper zu ausgedorrten Schalen, die sie zwar am Leben hielten, es ihnen aber unmöglich machten, normal zu handeln. Gary Gygax, einer der Mitbegründer und Schöpfer von Dungeons & Dragons, erklärte, er habe sich diese Beschreibung zur Grundlage gemacht und so einen Lich in das Spiel implementiert, der auf der Kurzgeschichte Das Schwert der Hexenmeister von Gardner Fox basiert. Andere Beschreibungen des Lichs weisen auf mit Juwelen besetzte Knochen hin. Diese Beschreibungen stammen aus einer frühen Geschichte namens Thieves' House von Fritz Leiber.

## Fantasy
Im Pen-&-Paper-Rollenspiel Dungeons & Dragons – bzw. in Spielen, die darauf basieren – ist ein Lich ein Totenbeschwörer, der versucht, dem Tod mit magischen Mitteln zu trotzen. Der Magier versucht, sein Leben zu verlängern und seine Macht zu vergrößern, indem er seine Seele in einem Phylacter genannten magischen Gefäß speichert. Anschließend kann er nur noch getötet werden, wenn zuvor der Phylacter zerstört wurde, wodurch er als Herrscher über andere Untote eine große Bedrohung darstellt. In deutschen Versionen wird Lich einfach mit „Leichnam“ übersetzt.
Zu größerer Bekanntheit des Begriffs verhalfen die Spiele der Warcraft-Serie, insbesondere die zweite Erweiterung des Spiels World of Warcraft aus dem Jahr 2008, welche den Titel Wrath of the Lich King trägt.
In der 2011 ausgestrahlten Fantasy-Serie The Cape wurde eine Doppel-Folge (7. und 8. Episode der 1. Staffel) nach dem dort vorkommenden Lich The Lich benannt.
In Death Didn’t Become Him, der 2011 gesendeten achten Episode der zweiten Staffel der Fernsehserie Lost Girl, ist die Hauptfigur ebenfalls ein Lich.
2012 wurde in den ersten beiden Folgen der fünften Staffel der Fernsehserie Adventure Time, die als Doppelfolge Finn the Human / Jake the Dog konzipiert sind, auch ein Lich thematisiert.
Lichs tauchen unter diesem Namen auch in vielen anderen Fantasyspielen auf, so zum Beispiel in Battle for Wesnoth, Enclave, The Elder Scrolls IV: Oblivion und Heroes of Might and Magic.